# D CIDE TRAUMEREI
D_CIDE TRAUMEREI(디사이드 트로이메라이)는 썬젭, 드림콤, 부시로드가 만든 다매체 기획 작품이다. 약칭은 트로메라(トロメラ)이다.